# Clinotanypus immaculatus
Clinotanypus immaculatus är en tvåvingeart som beskrevs av Jean-Jacques Kieffer 1916. Clinotanypus immaculatus ingår i släktet Clinotanypus och familjen fjädermyggor.
Artens utbredningsområde är Taiwan. Inga underarter finns listade i Catalogue of Life.